# Kondor andský
Kondor andský (Vultur gryphus) je jihoamerický dravý pták živící se převážně mršinami. Je to jediný druh monotypického rodu Vultur. Rozpětí jeho křídel činí průměrně 3 metry. Žije vysoko v Andách kde využívá své velké plochy křídel, aby bez větší námahy pomocí vzdušných proudů plachtil nad okolím a hledal mrtvé živočichy.

## Rozšíření
Vyskytuje se poměrně řídce po celých Andách, nejvíce na jejich východní straně. Vzácný je v Kolumbii a Venezuele, jeho počty se také snižují v Ekvádoru. Stabilní jsou populace v Peru, Bolívii a na severu Argentiny a Chile. Žije až do nadmořské výšky 5000 m, jeho hlavním biotopem jsou místa s otevřenými loukami a pastvinami. Lze jej spatřit také na okrajích pouštních oblastí a na mořském pobřeží v Chile a okolo bukových lesů v Patagonii. a i v dalších oblastech Patagonie (dokument Poslední ráje na zemi - Patagonie, režie Richard Kirby, 2012)

## Popis

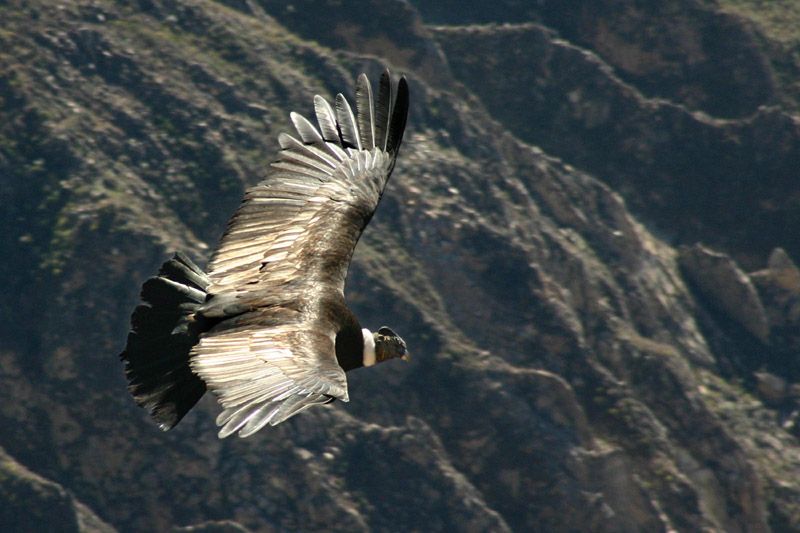
Kondor andský za letu (Peru)

Je to jeden z největších létajících suchozemských ptáků, bývá velký 100 až 130 cm a dosahuje váhy 7 až 15 kg. Průměrná hmotnost je 10,8 kg. Jeho křídla mají rozpětí v průměru 3,2 m. Podobně mohl vypadat ještě mnohem větší argentinský druh Argentavis magnificens, žijící před asi 6 až 9 miliony let a dosahující v rozpětí křídel přes 6 metrů. Ten však nebyl s kondory blízce příbuzný.
Samice jsou na rozdíl od většiny dravých ptáků menší a lehčí. Barva peří ptáků je černá, na horní straně křídel jsou bílé skvrny, u krku mají bílý límec z krátkého peří. Zploštělá hlava a krk jsou neopeřeny, holá vrásčitá kůže dle emočního stavu mění barvu. Samci se odlišují ještě velkým masitým načervenalým lalokem nad zobákem, pokožku hlavy mívají tmavě šedou nebo žlutou, po stranách krku mají kožovité bradavčité záhyby. Samice mají výrazné červené oční duhovky, samci hnědé. Peří adolescentů je hnědé.
Nohy mají v porovnání s ostatními létajícími dravci více uzpůsobené k chůzi než k uchopení. Střední prst je protáhlý, drápy jsou rovné. Zahnutý silný zobák je uzpůsoben k roztrhání i silné kůže a k vytrhávání kusů masa. Ptáci mají výborný zrak, dokážou z výšky tisíce metrů spatřit padlé nebo těžce nemocné zvíře a pečlivě sledují chování menších supů, kteří se zase skvělým čichem orientují podle pachu mrtvoly.
Jsou to vynikající letci, umí využívat teplých stoupavých proudů v blízkosti skal a plachtit při obhlídce svého lovného území ve velkých výškách téměř bez vynaložení námahy. Mohou hlídkovat osamoceně nebo v rozptýlených skupinách. Většinou hřadují skupinky kondorů andských na vyvolených tradičních místech, kde je dodržována přísná hierarchie, silní samci mají přednost v obsazení výhodnějších míst (ochrana před deštěm, větrem, dostatek slunce) i před samicemi.

## Potrava
Jsou to masožravci, v první řadě likvidují uhynulé savce, volně žijící i domestikované kopytníky, na mořských pobřežích žerou na břeh vyvržené mořské savce a ryby. Živí se také mláďaty savců a ptáků nebo vybírají vejce z hnízd, bylo pozorováno lovení svišťů a králíků. Napadají a žerou zraněnou, ale ještě žijící zvěř. Kůži větších zvířat otvírají od konečníku, první sežerou játra. Pokus o otevření hlavy a dosažení mozku nebyl zaznamenán.
Vytvářejí volná společenstva s menšími kondory, kteří citem pro pach mrtvol mnohdy zdechlinu najdou dříve, ale čekají na větší kondory andské, kteří zobákem dokážou roztrhat i tu nejhouževnatější kůži. Jejich nohy nejsou přizpůsobeny k uchopení, nemohou část potravy odnést, ale musí se nakrmit na místě. Protože se k potravě nedostanou každý den, jsou schopni se nakrmit natolik, že jim dělá problém vzlétnout. Samozřejmě musejí spěchat, protože v brzké době se ke kořisti slétnou i seběhnou desítky až stovky různých mrchožroutů.

## Rozmnožování
Kondoři andští jsou monogamní. Před vlastním pářením probíhají ve dvojicích rituální tance doprovázené syčením a změnou zabarvení kůže na hlavě a krku. Mnoho hlasových projevů nesvedou, nemají syrinx. Páří se na severu kontinentu téměř v průběhu celého roku, na jihu od května do srpna. Hnízda si nestaví, vejce kladou na vysokých skalách do výklenků nebo na římsách na místo jen ohrazené kameny nebo klacíky, nepřístupnost místa zaručuje jistotu před vypleněním hnízda pozemními dravci. Střeží si vzdušný prostor kolem hnízda, cca 1 km, který proti jiným tvrdě obhajují.
Samice snese převážně jedno vejce jednou za dva roky, v případě nedostatku potravy je interval delší. Vejce střídavě oba rodiče inkubují asi 55 až 60 dnů. Pokud se vejce ztratí, samice snese nové. Mláďata pokryta šedým chmýřím jsou krmena z volete rodičů do opeření asi 6 měsíců, pak se naučí létat a v 9 měsících odlétávají na lov s rodiči. Po dvou rocích, před další snůškou, jsou z rodinného kruhu vystrnaděni. Pohlavně dospělými se stávají v 6 až 7 létech, tehdy hnědé peří mění za černé. Kondoři andští jsou dlouhověcí, v zajetí se mohou dožít 100 let.

## Ohrožení
Dospělí ptáci nemají žádného přirozeného nepřítele, snad jen mláďata se mohou stát velmi zřídka obětí velkých dravců nebo lišky. Snižující se stavy jsou způsobovány několika faktory, které má na svědomí člověk. Jednak je to zastaralý názor, že se ptáci neživí mršinami, ale loví zvěř, a proto bývají mnohdy přes zákaz zabíjeni pytláky. Dále jsou to zdravotní následky po požití mrtvých zvířat (lišky, pumy) otrávených jedovatými návnadami (např. strychnin). Velmi jim škodí olovnaté broky sežrané z mrtvých zvířat, které lovci postřelili ale nedohledali. Žerou také mršiny zvířat, která uhynula z důvodu požití pesticidů, nebo domácí zvířata léčená různými léky. Hynou při střetu s dráty elektrického vedení nebo se chytnou do pastí se živočišnou návnadou připravených pro masožravé savce. Podle Červeného seznamu IUCN je kondor andský zařazen mezi zranitelné druhy.

## Role v kultuře
| Kolumbie | Ekvádor | Bolívie | Chile |

Kondor andský je národním ptákem 4 jihoamerických zemí – Kolumbie, Ekvádoru, Bolívie a Chile. Zároveň je vyobrazen na státních znacích těchto států.

## Chov v zoo
V Česku se dlouho uvádělo, že první odchov na světě se podařil v roce 1937 v Zoo Praha. Ředitel Zoo Praha však v roce 2019 zkoumal, zda se opravdu jednalo o prvenství, a uveřejnil sloupek zabývající se právě tímto tématem. Podle jeho zjištění se první světový odchov podařil v roce 1925 v Zoo Berlin. Také v Zoo Praha se však jednalo o velký úspěch, dokonce první velký chovatelský úspěch této zoo, a proto je od roku 2012 tento úspěch také zaznamenán v logu zoo. Jedna z pět stop v logu totiž patří právě tomuto dravci, který symbolizuje i další velké chovatelské úspěchy v chovu ptáků v průběhu historie zoo.
V dubnu 2019 byl tento druh chován v necelých šesti desítkách evropských zoo. V Česku se dlouhodobě jedná o Zoo Ostrava a od roku 2019 je chován rovněž v Zoo Zlín, kde byl tento druh chován již v minulosti.

Na Slovensku je od roku 2011 chován v Zoo Košice a v minulosti byl chován v Zoo Bojnice.